# 679 v.Chr.
Het jaar 679 v.Chr. is een jaartal volgens de christelijke jaartelling.

## Gebeurtenissen

### Assyrië
- De Kimmeriërs trekken over het Taurus-gebergte en vallen Assyrië binnen.
- Koning Esarhaddon drijft de Kimmeriërs over de rivier de Kizil-Irmak terug.